# Private Music
Albums de Deftones
Ohms
(2020)
Singles
1. My Mind Is a Mountain
Sortie : 10 juillet 2025

Private Music (stylisé comme private music) est le dixième album studio à venir du groupe américain de metal alternatif Deftones. Sa sortie est prévue le 22 août 2025 via Reprise Records et Warner Records,. Il a été précédé par le single My Mind Is a Mountain. L'album a été produit par Nick Raskulinecz, qui a déjà travaillé sur les albums Diamond Eyes (2010) et Koi No Yokan (2012).
Private Music sera le premier album de Deftones en quinze ans sans le bassiste Sergio Vega, et leur premier album studio depuis Ohms (2020), ce qui en fait le plus long intervalle du groupe entre deux albums.

## Liste des pistes
| 1.  | My Mind Is a Mountain          | 2:50 |
| 2.  | Locked Club                    |      |
| 3.  | Ecdysis                        |      |
| 4.  | Infinite Source                |      |
| 5.  | Souvenir                       |      |
| 6.  | CXZ                            |      |
| 7.  | I Think About You All the Time |      |
| 8.  | Milk of the Madonna            |      |
| 9.  | Cut Hands                      |      |
| 10. | Metal Dream                    |      |
| 11. | Departing the Body             |      |

Remarques
- Toutes les chansons sont stylisées en minuscules, à l'exception de « CXZ », qui est stylisé en « cXz ».
- "Metal Dream" est stylisé comme "~metal dream"